# Carballeda de Valdeorras
Carballeda de Valdeorras település Spanyolországban, Ourense tartományban. Carballeda de Valdeorras Puente de Domingo Flórez, Benuza, Encinedo, Porto de Sanabria, A Veiga, O Barco de Valdeorras és Rubiá községekkel határos. Lakosainak száma 1341 fő (2024).

## Népesség
A település népessége az elmúlt években az alábbi módon változott:
| Lakosok száma | 2257 | 2080 | 1947 | 1870 | 1773 | 1697 | 1623 | 1545 | 1409 | 1341 |
|               | 2001 | 2004 | 2007 | 2009 | 2012 | 2014 | 2017 | 2019 | 2022 | 2024 |